# Dayana Kirilova
Dayana Yurievna Kirilova (en ruso: Даяна Юрьевна Кириллова; Kazán, 16 de abril de 2002), es una cantante Rusa.
Ella participó en la final rusa de 2012 donde no resultó ser la ganadora y volvió a participar en la final de 2013 con Mechtay (en español Sueño) y representó a Rusia en Eurovisión Junior 2013.